# Orthozancla rhytmotypa
Orthozancla rhytmotypa är en fjärilsart som beskrevs av Turner 1933. Orthozancla rhytmotypa ingår i släktet Orthozancla och familjen nattflyn. Inga underarter finns listade i Catalogue of Life.